# Kata
Con il termine kata (giapponese 型 o 形, traducibile con forma, modello, esempio) si indica, nelle arti marziali giapponesi, una serie di movimenti codificati che rappresentano varie tecniche di combattimento in modo da evidenziarne i principi fondanti e le opportunità di esecuzione ottimali (spazio, tempo e velocità). L'espressione è l'equivalente del taolu nelle arti marziali cinesi.

## Descrizione
Queste forme sono il risultato di secoli di studio e codifica da parte dei grandi maestri: lo scopo primario di un Kata è infatti quello di tramandare la grande conoscenza acquisita agli allievi, poiché all'interno dei vari Kata è possibile trovare tutte le tecniche dell'arte marziale che si sta eseguendo. Sebbene lo scopo principale di un Kata sia prettamente didattico non è da sottovalutare anche il suo aspetto spirituale, secondo il quale il praticante vive il Kata facendo vibrare le corde più profonde del proprio corpo esercitando un forte autocontrollo sulla respirazione e ricercando la maggiore efficacia possibile nelle tecniche, armonizzando il tutto in un qualcosa che va oltre un semplice schema.
I Kata esistono nel karate, nel judo e all'interno della pratica di diverse scuole antiche di armi giapponesi come il kendō, il kobudo, lo iaidō, il jodo e la naginata.
L'esercizio del Kata non si pratica solo nelle discipline marziali, ma in tutte quelle forme d'arte che abbiano come fine il dō (道, la "via"): si possono citare ad esempio lo shodō, l'ikebana, anticamente il kado (composizione floreale) e il chado. In tutte queste discipline ci si propone di fondere, attraverso la respirazione, la componente fisica e mentale eseguendo una predeterminata sequenza di gesti per raggiungere una più elevata condizione spirituale.
Ogni kata è composto da una serie di movimenti che ne costituiscono la caratteristica evidente, ma presenta altri elementi che sfuggono alla comprensione più immediata: i maestri che li hanno creati hanno spesso volutamente mascherato il significato di alcuni passaggi per evitare che altri se ne impadronissero. Per esempio i kata vennero mimetizzati in danze innocue nel periodo in cui ad Okinawa vigeva la proibizione di praticare le arti marziali.
Un particolare tipo di Kata è il Kata Bunkai: "Bunkai" significa letteralmente "smontare, fare a pezzi" e indica quindi l'applicazione del Kata alla realtà. Mentre i Kata possono essere eseguiti anche individualmente, il bunkai necessita di uno o più partner sui quali applicare le tecniche.
È però importante ricordare come il kata sia un concetto "teorico" ovvero: tecniche e sequenze di mosse non hanno una dimostrata efficacia/applicabilità in un combattimento. Il kata ha un significato spirituale, per quanto ben eseguito possa essere esso, non è un modo funzionale per difendersi o combattere.